# (1478) Vihuri
(1478) Vihuri ist ein Asteroid des Hauptgürtels, der am 6. Februar 1938 von dem finnischen Astronomen Yrjö Väisälä in Turku entdeckt wurde. 
Der Asteroid ist nach dem finnischen Schiffseigner und wissenschaftlichen Förderer A. Vihuri benannt.